# Danielle Adams
Pour les articles homonymes, voir Danielle Adams (homonymie).
Danielle Adams, née le 19 février 1989 à Kansas City au Missouri, est une joueuse professionnelle de basket-ball de nationalité américaine, championne NCAA 2011 avec les Aggies du Texas.
Bien que sa puissance physique lui permette de défier les intérieures, elle score souvent à trois points, étant par exemple la troisième marqueuse de la ligue derrière l'arc après 12 rencontres pour sa saison rookie. Son entraîneur à A&M Gary Blair (en) la compare à Charles Barkley et dit qu'elle est la meilleure passeuse qu'elle connaisse pour une intérieure. Moins dominante au rebond que Barkley, bien que très efficace au rebond offensif, son tir à longue distance qui fait d'elle une joueuse inclassable.

## Biographie

### Formation universitaire
Elle est choisie pour le All-American McDonald's High School Game. Elle est désignée All-State, All-Metro and All-District selection de la Lee's Summit High School avec 21,4 points pour sa seconde saison. Elle conduit Jefferson College (Missouri) en finale nationale, perdue, des junior colleges, et est désignée meilleure joueuse des JuCo et ne rejoint la NCAA que pour ses deux dernières années.
Elle est arrivée à A&M avec un poids de 127 kg, mais est parvenue avec le soutien de son équipe à revenir à 104 kg en senior. Son impact est rapide puisqu'elle est en junior nommée meilleure débutante (Newcomer of the Year) de la Big 12 Conference, élue dans le second meilleur cinq et meilleure joueuse du tournoi final de Big 12. Pour sa première apparition dans le cinq de départ, elle réussit un triple-double avec 27 points, 12 rebonds et 10 contres face à Texas Tech.
En junior, elle marque 16,3 points par match et même 22,7 points en senior, avec une réussite respective de 27,7 % et 33,6 % à trois points. En 2010, les Aggies gagnent le titre de champions de la Big 12, mais perdent au second tour du tournoi final face à Gonzaga. 
Malgré un bilan de 33 victoires pour 5 défaites, les Aggies perdent leurs trois rencontres face aux Baylor Lady Bears. Mais ils battent l'équipe de Brittney Griner aux finales régionales à Dallas. Au Final Four, les Aggies battent sur le fil le Cardinal de Stanford.
Elle marque 10 points dans les onze dernières minutes de la finale avec une réussite de 9 sur 11 après la mi-temps. Les Aggies viennent à bout de Notre Dame 76 à 70 au terme d'un match palpitant. Ses 30 points sont le second meilleur total historique d'une finale NCAA après les 47 de Sheryl Swoopes en 1993 et elle est nommée Most Outstanding Player

### WNBA
Elle est l'une des rares joueuses de junior college à avoir eu un rôle majeur dans un titre NCAA avec Sheryl Swoopes en 1993. Elle est logiquement attendue comme un des plus hauts choix de la draft. Cependant elle n'est sélectionnée que vingtième choix de la draft 2011 par les Silver Stars de San Antonio, dernière choisie des 15 invitées à la cérémonie, après même son équipière Sydney Colson (n°16).
Le 11 juin 2011, pour sa troisième rencontre en WNBA, elle marque 32 points (à 11 tirs réussis sur 19 tentés) et 7 rebonds contre Dream d'Atlanta, établissant un nouveau record de points pour une rookie de la franchise. Elle est nommée Rookie du mois de juin pour ses débuts en WNBA. Ses 15,9 points et sa réussite aux tirs (51,1 %) sont les meilleurs de tous les rookies, dans le trio de tête pour les rebonds (4,8) et les contres (1,1). Pour son début de saison de 7 victoires pour un seul revers, Danielle Adams a marqué six fois plus de 10 points. Toujours utilisée comme sixième femme, ses 16,4 points par match en font après 12 rencontres la meilleure scoreuse au temps de jeu avec 28,7 points rapportés sur 40 minutes. Elle est l'une des trois rookies sélectionnées pour le WNBA All-Star Game 2011. 
Dans son rôle habituel en jouant une vingtaine de minutes par rencontre, elle entame en 2014 sa quatrième saison avec les Stars de San Antonio. Face au Storm de Seattle le 19 juin 2014, elle réussit un panier à trois points à 6 secondes du buzzer qui permet aux Stars d'aller en prolongation et de l'emporter 87-82.
Sa première moitié de saison 2015 est la plus basse de sa carrière avec 8,4 points et 3,5 rebonds par match en 16,6 minutes et fin juillet, elle est suspendue pendant trois rencontres pour usage de drogue. Fin avril 2016, les Stars rompent son contrat.
Elle retrouve la WNBA en étant invitée par le Sun du Connecticut à leur camp de pré-saison 2017.

### Europe
Elle signe en Europe pour 2011-2012 à Napoli-Pozzuoli, mais elle y joue peu étant blessée une grande partie de la saison. Pour la saison 2012-2013, elle succède à Plenette Pierson au Maccabi Bnot Ashdod avec des statistiques de 15,7 points par rencontre et 8,0 rebonds (meilleure rebondeuse de son équipe).
Pour sa seconde saison à Ashdod, elle inscrit en moyenne 18,2 points et 8,3 rebonds en championnat. Second de la saison régulière, Ashdod remporte le titre de champion en play-offs 3 à 1 face à Elitzur Ramla.
En juin 2014, elle signe pour le club français d'Euroligue de Bourges. Elle est vite adoptée par le public berruyer. Joueuse majeure de son équipe (14,7 points et 5,2 rebonds de moyenne en Euroligue et 12,3 points 4,1 rebonds pour 12,9 d'évaluation en 20 minutes en LFB), elle se blesse au genou fin décembre 2014, ce qui la prive de sa fin de saison avec le club berruyer.
En 2016-2017, elle joue dans le championnat israélien avec le Maccabi Ramat Gan pour 19,3 points et 8 rebonds par rencontre.

## Distinctions personnelles
- Sélection au WNBA All-Star Game 2011
- Most Outstanding Player du Final Four NCAA 2011[11]
- All-America First Team 2011  (avec Brittney Griner, Maya Moore, Jeannette Pohlen, Jantel Lavender)[28]
- Associated Press All-America Honorable Mention 2010
- Big 12 Conference Newcomer of the Year
- All-Big 12 Second Team 2010
- Big 12 Tournament Most Outstanding Player 2010
- WBCA National Junior College Player of the Year 2009
- JuCo All-American 2008, 2009[10]
- WNBA All-Rookie Team 2011 [29]

## Palmarès
- Championne NCAA 2011 avec les Aggies du Texas
- Championnat d'Israël : 2014[24]
- Match des champions : 2014[30]